# جایزه بزرگ اسپانیا ۱۹۶۹
جایزه بزرگ اسپانیا ۱۹۶۹ (انگلیسی: ‎1969 Spanish Grand Prix‎) یک مسابقهٔ موتوری در رشتهٔ اتومبیل‌رانی فرمول یک بود که در تاریخ ۴ مهٔ ۱۹۶۹ در پیست مونجوییک واقع در مونجوییک، بارسلون، کاتالونیا، اسپانیا برگزار شد. این گراند پری در میان ۱۱ گراند پری در فصل ۱۹۶۹، مسابقهٔ شمارهٔ ۲ بود.
در این مسابقه که در ۹۰ دور و به مسافت ۳۴۱٫۱۹۰ کیلومتر (۲۱۲٫۰۰۶ مایل) برگزار شد، پول پوزیشن توسط جوهن رایندت کسب شد و سریع‌ترین زمان برای طی یک دور پیست که برابر با ۱:۲۸٫۳ بود نیز توسط جوهن رایندت به ثبت رسید.
جکی استوارت از تیم ماترا-فورد، بروس مک‌لارن از تیم مک‌لارن-فورد و ژان-پیر بلتویز از تیم ماترا-فورد به‌ترتیب مقام‌های اول تا سوم مسابقه را کسب کردند.

## رده‌بندی قهرمانی پس از مسابقه
|       | جایگاه | راننده         | امتیاز |
| ----- | ------ | -------------- | ------ |
|       | ۱      | جکی استوارت    | ۱۸     |
| ۳     | ۲      | بروس مک‌لارن    | ۸      |
|       | ۳      | دنی هیولم      | ۷      |
| ۲     | ۴      | گراهام هیل     | ۶      |
| ۱     | ۵      | ژان-پیر بلتویز | ۵      |
| منبع: |        |                |        |

|       | جایگاه | سازنده      | امتیاز |
| ----- | ------ | ----------- | ------ |
|       | ۱      | ماترا-فورد  | ۱۸     |
| ۱     | ۲      | مک‌لارن-فورد | ۱۰     |
| ۱     | ۳      | لوتوس-فورد  | ۶      |
|       | ۴      | بی‌آرام      | ۲      |
| ۱     | ۵      | برابام-فورد | ۱      |
| منبع: |        |             |        |

یادداشت
- تنها پنج جایگاه نخست از هر رده‌بندی نمایش داده شده‌است.